# Conseil départemental de la Vendée
Administration
Caractéristiques
Présidence
Structure
Groupes politiques
Élection
Fonctionnement
Le conseil départemental de la Vendée, dénommé conseil général de la Vendée avant le 2 avril 2015, est l’assemblée délibérante du département de la Vendée.

## Composition politique
Le conseil départemental de la Vendée siège à La Roche-sur-Yon, il est composé des 34 conseillers départementaux élus lors des Élections départementales de 2021 en Vendée :
| Président du Conseil départemental |       |       |      |                         |
| Alain Lebœuf                       |       |       |      |                         |
| Parti                              | Sigle | Sigle | Élus | Groupes                 |
| Majorité (34 sièges)               |       |       |      |                         |
| Divers droite                      |       | DVD   | 26   | Majorité départementale |
| Les Républicains                   |       | LR    | 8    | Majorité départementale |

## Organisation

### Présidents
| Période                            | Période                      | Identité                     | Étiquette                    | Étiquette                    |
| Président du conseil général       | Président du conseil général | Président du conseil général | Président du conseil général | Président du conseil général |
| ---------------------------------- | ---------------------------- | ---------------------------- | ---------------------------- | ---------------------------- |
| 1945                               | 1969                         | Auguste Durand               |                              | MRP                          |
| 1969                               | 1970                         | Hubert Durand                |                              | CNIP                         |
| 1970                               | 1988                         | Michel Crucis                |                              | UDF                          |
| 1988                               | 1994                         | Philippe de Villiers         |                              | UDF                          |
| 1994                               | 2010                         | Philippe de Villiers         |                              | MPF                          |
| 2010                               | 2015                         | Bruno Retailleau             |                              | UMP                          |
| Président du conseil départemental |                              |                              |                              |                              |
| 2015                               | 2021                         | Yves Auvinet                 |                              | DVD                          |
| 2021                               | En cours                     | Alain Lebœuf                 |                              | LR                           |

### Directeurs généraux des services
- 1982-1988 : Jean-Franklin Yavchitz

[...]
- 1992-2001 : Thierry Berlizot[1]
- 2001-2007 : Jean-François Dejean[2]
- 2007-2010 : Franck Vincent[3]
- 2010-2013 : Jean-François Arthuis[4]
- 2013-2015 : Xavier Daudin-Clavaud
- 2015[5]-2018 : Sébastien Cauwel
- depuis 2018 : Ghislain de Chateauvieux

## Commission permanente
Au 2 avril 2015, la commission permanente du conseil départemental de la Vendée se compose de 19 membres :
- Marcel Gauducheau, 1er vice-président ;
- Isabelle Rivière, 2e vice-présidente ;
- Alain Lebœuf, 3e vice-président ;
- Marie-Jo Chatevaire, 4e vice-présidente ;
- Serge Rondeau, 5e vice-président ;
- Anne-Marie Coulon, 6e vice-présidente ;
- Wilfrid Montassier, 7e vice-président ;
- Cécile Barreau, 8e vice-présidente ;
- Valentin Josse, 9e vice-président ;
- Florence Pineau, 10e vice-présidente ;
- François Bon ;
- Anne Aubin-Sicard ;
- Pierre Berthomé ;
- Carole Charuau ;
- Gérard Faugeron ;
- Bérengère Soulard ;
- Noël Faucher ;
- Isabelle Duranteau ;
- Stéphane Ibarra.

## Commissions
Le conseil départemental de la Vendée comporte 8 commissions organiques : 
- Finances et Ressources ;
- Développement économique ;
- Éducation, Culture, Sport et Relations internationales ;
- Enfance, Famille, Insertion et Emploi ;
- Autonomie ;
- Environnement et Énergies nouvelles ;
- Aménagement durable du territoire ;
- Infrastructures, Réseaux et Mobilités.

## Identité visuelle

### Blason
Le 20 octobre 1943, la commission des Sceaux et Armoiries de l’État homologue le blason départemental.
| Blason | Blasonnement : D’argent au double cœur vidé, couronné et croiseté de gueules, à la bordure componée d’azur à la fleur de lys d’or et de gueules au château donjonné de trois tourelles aussi d’or. |

### Drapeau
En même temps que le nouveau logotype départemental, le drapeau est adopté par l’assemblée le 18 septembre 1989.
| Drapeau | Drapeau : Un drapeau rectangulaire (5:6), divisé en deux parties rouge et blanche par un cœur vendéen (double Sacré-Cœur héraldique) de couleur rouge. |

### Logotypes
Le premier logotype est adopté le 15 janvier 1980, le deuxième le 18 septembre 1989, le troisième en 2007 et le quatrième, le 2 avril 2015.

Logotype de 1980 à 1989.
Logotype de 1989 à 2007.
Logotype de 2007 à 2015.
Logotype depuis 2015.

## Sites départementaux
Le conseil départemental de la Vendée est aussi le propriétaire de différents sites culturels, naturels et touristiques :
- l’historial et le mémorial de la Vendée, aux Lucs-sur-Boulogne ;
- le logis de La Chabotterie, à Saint-Sulpice-le-Verdon ;
- le château de Tiffauges ;
- le haras de la Vendée, à La Roche-sur-Yon ;
- les « abbayes du Sud-Vendée » :
  - l’abbaye royale Saint-Vincent de Nieul-sur-l’Autise ;
  - l’abbaye-cathédrale Saint-Pierre de Maillezais ;
  - le prieuré de Grammont à Saint-Prouant ;
- la Cité des oiseaux, aux Landes-Genusson ;
- le Vendéspace, à Mouilleron-le-Captif.